# Nosków (Kalisz)
Nosków – dzielnica Kalisza w południowo-zachodniej jego części, położona przy wylotowych: drodze i linii kolejowej w kierunku Ostrowa i Wrocławia. Zabudowa jednorodzinna i wielorodzinna, skupiona głównie wzdłuż ulicy Wrocławskiej.
Wieś duchowna Noskowo, własność arcybiskupstwa gnieźnieńskiego, pod koniec XVI wieku leżała w powiecie kaliskim województwa kaliskiego. 

## Historia
Wieś istniała już w 1579 roku i należała do Mikołaja Miłaczewskiego. Pod koniec XIX stulecia we wsi było 274 mieszkańców, a w folwarku 36. W latach trzydziestych XX wieku miejscowość składająca się oprócz właściwej wsi, z folwarku i Noskowa Sulisławickiego. W latach 1934 i 1976 wieś została włączona do Kalisza.